# Clotilde Fonseca Quesada
Clotilde Fonseca Quesada es una licenciada en literatura costarricense que se desempeñó como Ministra de Ciencia y Tecnología durante el gobierno de Laura Chinchilla en el periodo 2010-2014. Fue designada el 8 de mayo de 2010 y mantuvo el cargo hasta el 12 de febrero de 2011, luego de anunciar su renuncia.

## Educación
Se graduó en 1976 de la Universidad de Costa Rica, dónde obtuvo una Licenciatura en Literatura Inglesa. Posteriormente obtuvo un Postgrado en Comunicación Colectiva de la Universidad de Navarra en España. Más tarde, en 1992, obtuvo un máster en Administración Pública con énfasis en Política Educativa y Tecnológica.
Además, en 1988 realizó un curso libre sobre lenguaje LOGO y su aplicación en la educación del MIT Media Lab del Instituto de Tecnología de Massachusetts.

## Experiencia Profesional
En 1992 fungió como Directora Ejecutiva de la Fundación Omar Dengo. Más adelante, en 1994, obtuvo el cargo de Presidente Ejecutiva en el Instituto Mixto de Ayuda Social. En 1996 regresó a la Fundación Omar Dengo, nuevamente como directora ejecutiva. Para el periodo de gobierno de Laura Chinchilla, fue Ministra de Ciencia y Tecnología.
Además, ha trabajado como consultora para el Programa de las Naciones Unidas para el Desarrollo, la Comisión Centroamericana de Ambiente y Desarrollo y para el AID-Banco Centroamericano de Integración Económica.